# Усуг
Усу́г (агул. Усугъ) — село в Курахском районе Дагестана Российской Федерации. Административный центр Усугского сельского поселения.

## География

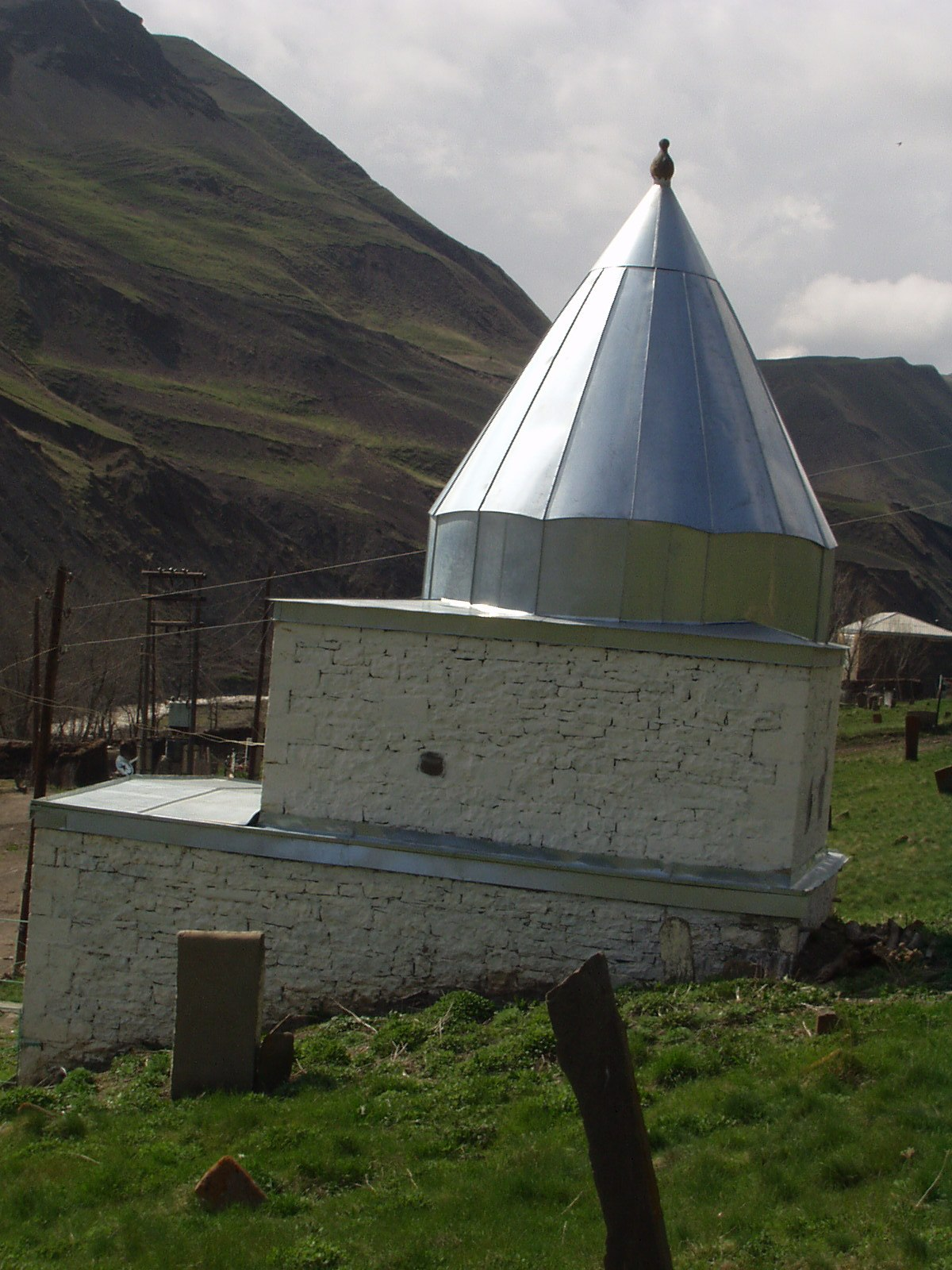
Мавзолей на могиле Мухаммад-хаджи Усугского.

Село расположено в долине реки Хвередж, в 19 км северо-западу от районного центра села Курах.

## Население
| 1895 | 1926 | 1939 | 1970 | 1989 | 2002 | 2010 |
| ---- | ---- | ---- | ---- | ---- | ---- | ---- |
| 418  | ↘405 | ↗480 | ↗502 | ↘288 | ↗299 | ↗314 |
| 2021 |      |      |      |      |      |      |
| ↘212 |      |      |      |      |      |      |

Национальный состав
По переписи 2002 года моноэтническое агульское село.

## Известные уроженцы
- Мухаммад Эфенди Усугский — наиб имама Шамиля;
- Джалал — профессор, доктор математических наук;
- Гамид Рамазанов — нефтяник, кавалер ордена Ленина;
- Рамазанов, Хидир Хидирович (1925—2019) — советский и российский дагестанский историк.
- Османов, Рамазан Хабиевич (род. 1935) — советский работник нефтегазовой промышленности, Герой Социалистического Труда.[11].